# Nieuw Helvoet en de Quack
Nieuw Helvoet en de Quack was een waterschap in de gemeente Voorne aan Zee (voorheen Nieuw-Helvoet en later Hellevoetsluis) in de Nederlandse provincie Zuid-Holland.
Het waterschap was in 1949 ontstaan bij de fusie van
- Polder Nieuw Helvoet
- Polder De Quack

Het waterschap was verantwoordelijk voor de waterhuishouding in de polders.